# Leichtathletik-Weltmeisterschaften 2013/Teilnehmer (Senegal)
| Gelbes Symbol für Goldmedaillen mit stilisierten Olympischen Ringen | Graues Symbol für Silbermedaillen mit stilisierten Olympischen Ringen | Braundes Symbol für Bronzemedaillen mit stilisierten Olympischen Ringen |
| ------------------------------------------------------------------- | --------------------------------------------------------------------- | ----------------------------------------------------------------------- |
| —                                                                   | —                                                                     | —                                                                       |

Der Leichtathletik-Verband Senegals stellte fünf Teilnehmer bei den Leichtathletik-Weltmeisterschaften 2013 in der russischen Hauptstadt Moskau.

## Ergebnisse

### Männer

#### Laufdisziplinen
| Athletin           | Disziplin    | Vorlauf | Vorlauf | Halbfinale | Halbfinale | Finale  | Finale |
| Athletin           | Disziplin    | Zeit    | Platz   | Zeit       | Platz      | Zeit    | Platz  |
| ------------------ | ------------ | ------- | ------- | ---------- | ---------- | ------- | ------ |
| Mamadou Kassé Hann | 400 m Hürden | 49,33 s | 5       | 48,69 s    | 8          | 48,68 s | 7      |

#### Sprung/Wurf
| Athlet           | Disziplin  | Qualifikation | Qualifikation | Finale             | Finale             |
| Athlet           | Disziplin  | Weite         | Platz         | Weite              | Platz              |
| ---------------- | ---------- | ------------- | ------------- | ------------------ | ------------------ |
| Ndiss Kaba Badji | Weitsprung | 7,62 m        | 22            | nicht qualifiziert | nicht qualifiziert |

### Frauen

#### Laufdisziplinen
| Athletin         | Disziplin    | Vorlauf | Vorlauf | Halbfinale         | Halbfinale         | Finale             | Finale             |
| Athletin         | Disziplin    | Zeit    | Platz   | Zeit               | Platz              | Zeit               | Platz              |
| ---------------- | ------------ | ------- | ------- | ------------------ | ------------------ | ------------------ | ------------------ |
| Amy Mbacké Thiam | 400 m        | 52,24 s | 22      | 52,37 s            | 20                 | nicht qualifiziert | nicht qualifiziert |
| Gnima Faye       | 100 m Hürden | 13,66 s | 33      | nicht qualifiziert | nicht qualifiziert | nicht qualifiziert | nicht qualifiziert |

#### Sprung/Wurf
| Athlet   | Disziplin  | Qualifikation | Qualifikation | Finale             | Finale             |
| Athlet   | Disziplin  | Weite         | Platz         | Weite              | Platz              |
| -------- | ---------- | ------------- | ------------- | ------------------ | ------------------ |
| Amy Sène | Hammerwurf | 65,58 m SB    | 23            | nicht qualifiziert | nicht qualifiziert |